# Hovet (arena)
L'Hovet, conosciuto con il nome di Johanneshovs Isstadion fino al 1989, è un'arena sportiva situata nel distretto di Johanneshov a Stoccolma, in Svezia.
Fa parte della Stockholm Globe City, un insieme di strutture che includono anche gli impianti polifunzionali Tele2 Arena, Avicii Arena e Annexet.
La sua capienza per gli eventi sportivi è di 8 094 posti, aumentabile a circa 9 000 in caso di concerti.

## Storia
La struttura fu inaugurata ufficialmente il 4 novembre 1955 con un incontro di hockey su ghiaccio tra Svezia e Norvegia, partita vinta dai padroni di casa per 7-2. Inizialmente la capienza era di 13 000 posti in piedi. All'epoca era un'arena all'aperto, in quanto la copertura fu aggiunta solo qualche anno più tardi, nel 1962, in occasione dei campionati mondiali di hockey su ghiaccio tenutisi a Stoccolma nel marzo 1963.
Nel febbraio 1989, con l'inaugurazione del Globen (oggi ribattezzato Avicii Arena), AIK e Djurgården si trasferirono presso il nuovo impianto. La struttura divenne così sede degli incontri casalinghi dell'Hammarby Hockey. Dopo che l'AIK retrocedette in seconda serie al termine della stagione 2001-2002, i nerogialli tornarono a giocare stabilmente all'Hovet. Anche il Djurgården tornò successivamente all'Hovet, prima in misura parziale nel corso della stagione 2007-2008 e poi in maniera permanente dal 2008-2009, nonostante alcune partite come il derby cittadino possano talvolta essere spostate alla più capiente  giocate presso la più capiente Avicii Arena.
Nel frattempo, durante l'anno 2002, la struttura venne rinnovata, con lavori di ristrutturazione che inclusero la sostituzione di tutti i seggiolini e la creazione di un'area ristorante.